# Leskowo
Leskowo (biał. Лескава; ros. Лесково) – wieś na Białorusi, w obwodzie witebskim, w rejonie postawski, w sielsowiecie Kuropole.

## Historia
W czasach zaborów w gminie Postawy, w powiecie dzisieńskim, w guberni wileńskiej Imperium Rosyjskiego.
W dwudziestoleciu międzywojennym wieś leżała w Polsce, w województwie wileńskim, w powiecie duniłowickim, od 1926 w powiecie dziśnieńskim, w gminie Postawy.
Według Powszechnego Spisu Ludności z 1921 roku zamieszkiwały tu 143 osoby, 1 była wyznania rzymskokatolickiego, a 142 prawosławnego. Jednocześnie 1 mieszkaniec zadeklarował polską, a 142 białoruską przynależność narodową. Było tu 26 budynków mieszkalnych. W 1931 w 29 domach zamieszkiwało 159 osób.
Wierni należeli do parafii rzymskokatolickiej w Postawach i prawosławnej w Andronach. Miejscowość podlegała pod Sąd Grodzki w Postawach i Okręgowy w Wilnie; właściwy urząd pocztowy mieścił się w Kuropolu.
Po agresji ZSRR na Polskę w 1939 roku wieś znalazła się w granicach BSRR. W latach 1941–1944 była pod okupacją niemiecką. Następnie leżała w BSRR. Od 1991 roku w Republice Białorusi.